# Carditamera gracilis
Carditamera gracilis is een tweekleppigensoort uit de familie van de Carditidae. De wetenschappelijke naam van de soort is voor het eerst geldig gepubliceerd in 1856 door Shuttleworth.